# جيرهارد كرون رولفسون
كان جيرهارد كرون رولفسون (1900 – 1955) أستاذًا للكيمياء في جامعة كاليفورنيا، بيركلي وحاصلًا على زمالة جوجنهايم .  

## الخلفية والمهنة
حصل رولفسون على درجتي البكالوريوس والماجستير من جامعة ويسكونسن ماديسون . كانت أطروحته تتعلق بقياس ثابت إيبولوسكي للوسائط السائلة المختلطة.  ثم أكمل دراسته للدكتوراه في جامعة كاليفورنيا، بيركلي . كان رولفسون متخصصًا في الكيمياء الفيزيائية ودرس تأثير الأشعة السينية على مجموعة متنوعة من المواد.  نشر رولفسون كتابًا مع ميلتون بيرتون في عام 1939 بعنوان: الكيمياء الضوئية وآليات التفاعلات الكيميائية. 
عمل رولفسون محررًا لفترة طويلة للمراجعات السنوية في الكيمياء الفيزيائية.